# Vasili Livánov
Vasili Borísovich Livánov (en ruso: Васи́лий Бори́сович Лива́нов; Moscú, 19 de julio de 1935) es un actor de cine, director de animación y cine, guionista y escritor soviético y ruso, especialmente conocido por interpretar a Sherlock Holmes en la serie de televisión soviética, Las aventuras de Sherlock Holmes y del doctor Watson. Fue nombrado Artista del Pueblo de la RSFS de Rusia en 1988 y Miembro Honorario de la Orden del Imperio Británico en 2006.

## Infancia y juventud
Vasili Livánov nació en 1935 en Moscú, en el seno de una famosa familia teatral. Su abuelo paterno, Nikolái Aleksandrovich Livánov (1874-1949), fue un cosaco del Volga de Simbirsk que se mudó a Moscú en 1905 y actuó en el Teatro Struysky bajo el seudónimo de Izvolsky. Tras la revolución, trabajó en los Teatros Mossovet y Lenkom. Su padre, Boris Livánov (1904-1972), también fue un destacado actor y director de escena, y trabajó en el Teatro de Arte de Moscú durante toda su vida. Su madre, Eugenia Kazimirovna Livánova (de soltera Prawdzic-Filipowicz) (1907-1978), fue una artista perteneciente a la szlachta polaca.
Vasili se crio en el mundo artístico. Muchos actores famosos que trabajaron con su padre, como Olga Knipper, Alla Tarasova, Vasili Kachalov (de quien Livánov tomó su nombre), así como Piotr Konchalovsky, Borís Pasternak y Valeri Chkalov, eran huéspedes frecuentes de su casa. En 1940, su familia se alojaba en Chernivtsí junto con otros actores moscovitas, y su niñera polaca lo llevó a la iglesia católica local, donde fue bautizado, presumiblemente con el permiso de su madre. Hoy pertenece a la Iglesia ortodoxa rusa, a pesar de nunca haberse convertido oficialmente.
Su familia pasó los primeros años de la guerra evacuada y regresó a Moscú en 1943. En 1954, se graduó en la Escuela Secundaria de Arte de Moscú, dependiente de la Academia de las Artes de la URSS, y en 1958 terminó sus estudios de interpretación en el Instituto de Teatro Boris Shchukin.
Su carrera cinematográfica comenzó en 1959 con uno de los papeles principales en La carta que no se envió. La película se rodó en la taiga a -40 °C, y el director, Mijaíl Kalatózov, decidió que Livánov y Samoilova debían dar voz a sus personajes no en el estudio, sino al aire libre, en pleno bosque. Como resultado, Livánov perdió la voz, que dos semanas después recuperó con un timbre ronco único que se convertiría en uno de sus sellos distintivos.

## Animación
En 1966, terminó el Curso Superior de Dirección, donde estudió con Mijaíl Romm, y se incorporó a Soyuzmultfilm como director de animación, guionista y actor de doblaje. Durante los diez años siguientes, escribió y dirigió varias películas de animación, entre ellas Most, Most, Most, Most y El pájaro azul.
Sin embargo, su mayor éxito llegó con el musical animado Los músicos de Bremen, (1969) una adaptación modernizada del cuento popular homónimo que escribió junto a Yuri Entin y Gennadi Gladkov. Ambas partes mostraron una fuerte influencia del rock and roll y la cultura hippie, algo inusual en el cine soviético. Inessa Kovalevskaya dirigió la primera película, mientras el propio Livánov dirigió la secuela, Tras la pista de los Músicos de Bremen (1973). El destacado cantante pop soviético Muslim Magomáyev prestó su voz a casi todos los personajes, lo que contribuyó a la abrumadora popularidad de la serie (Oleg Anofriyev hizo exactamente lo mismo en la primera película).
También fue la voz detrás de varios personajes animados soviéticos muy populares como Gena el cocodrilo de la serie Cheburashka, Karlsson del tejado de la adaptación soviética del cuento de hadas de Astrid Lindgren y Boa de 38 loros.

## Sherlock Holmes
A finales de la década de 1970 y en la de 1980, regresó al estrellato cinematográfico en lo que se convirtió en el mayor éxito de su carrera como actor: el papel de Sherlock Holmes en El perro de los Baskerville y otras series de televisión sobre Holmes dirigidas por Ígor Máslennikov. Principalmente la serie, Las aventuras de Sherlock Holmes y el Doctor Watson, basada en las obras de Arthur Conan Doyle, que se rodó entre 1979 y 1986 y consta de once episodios, tuvo un gran éxito y rápidamente se ganó el corazón del público soviético tras su estreno en 1980. En la década de 1980, la serie se estrenó en la televisión británica donde también tuvo una muy buena acogida, hasta tal punto que, según Livánov, la hija de Conan Doyle comentó: «Si mi padre viera a este Sherlock Holmes ruso, se alegraría».
El 27 de abril de 2007, junto a la Embajada del Reino Unido en Moscú, se inauguró una escultura que representa a Sherlock Holmes y al Doctor Watson, interpretados respectivamente por Vasili Livánov y Vitali Solomin. Además en 2026 Livánov fue galardonado con la Orden del Imperio británico de quinto grado en la Embajada de Gran Bretaña de Moscú. Recibió la condecoración de manos del embajador Tony Brenton, en nombre de la reina Isabel II.

## Escritor
Además de guiones, también escribió libros profesionalmente desde la década de 1960. Publicó novelas, historias, cuentos de hadas y memorias, incluidos libros biográficos dedicados a Borís Livánov, Borís Pasternak y otras personas que conoció personalmente.

## Vida personal
Livánov se casó dos veces. Su primera esposa (1958-1970) fue Alina Engelgardt, hija del aclamado bioquímico soviético Vladímir Engelgardt. Tuvieron una hija, Anastasia. Desde 1972 está casado con Elena Artemievna Balabanova, directora artística y animadora. Tienen dos hijos, Boris y Nikolái. En 2009, Boris fue acusado del asesinato de Igor Khromov, a quien apuñaló durante una pelea de borrachos; fue encarcelado durante nueve años, pero fue puesto en libertad condicional en 2015. En junio de 2017, María Golubkina, actriz, hija de Larisa Golubkina e hijastra de Andréi Mironov, anunció su compromiso con Boris Livánov, pero solo un mes después decidieron «tomarse un descanso».
Vasili Livánov era amigo íntimo de Vitali Solomin y Rina Zelyónaya, quienes interpretaron al Doctor Watson y a la Señora Hudson, respectivamente. Como escribió en sus memorias:

Sucede que, cuando alguien fallece, solemos tratar sus acciones y acontecimientos relacionados como algo del pasado. Pero todo lo relacionado con mi querido amigo y compañero, Vitali Solomin, se ha convertido en parte de mi forma de vida, de mi conciencia, así que, para mí, solo pasará a ser cosa del pasado cuando yo también fallezca.

## Condecoraciones y premios
- Artista de Honor de la RSFS de Rusia (1981)
- Artista del Pueblo de la RSFS de Rusia (1988)
- Orden Al Mérito por la Patria de 4.ª clase (1 de diciembre de 2005) — «Por su contribución sustancial al desarrollo del cine nacional».[16]
- Miembro Honorario de la Orden del Imperio Británico (20 de febrero de 2006) — «Por su servicio al teatro y las artes escénicas».[3]
- Orden de Honor (27 de octubre de 2016) — «Por sus grandes servicios al desarrollo de la cultura y las artes nacionales, y por sus muchos años de fructífera actividad».[17]
- Premio Especial Águila de Oro (27 de enero de 2017) — «Por su destacada contribución a la historia del cine ruso».[18]

## Filmografía parcial
| Año  | Título en español                                    | Título original                              | Papel                     | Notas                           |
| ---- | ---------------------------------------------------- | -------------------------------------------- | ------------------------- | ------------------------------- |
| 1959 | La carta que no se envió                             | Неотправленное письмо                        | Andréi                    |                                 |
| 1960 | Resurrección                                         | Воскресение                                  | Kryltsov                  |                                 |
| 1960 | Músico ciego                                         | Слепой музыкант                              | Piotr                     |                                 |
| 1962 | Colegas                                              | Коллеги                                      | Sasha Zelenin             |                                 |
| 1968 | Yo tenía 19 años                                     | Ich war neunzehn                             | Wadim Gejman              |                                 |
| 1968 | El niño y Carlson (animación)                        | Малыш и Карлсон                              | Karlsson del tejado (voz) |                                 |
| 1969 | Gena el cocodrilo (animación)                        | Крокодил Гена                                | Gena el cocodrilo (voz)   |                                 |
| 1969 | Los músicos de Bremen (animación)                    | Бременские музыканты                         |                           | Guionista                       |
| 1969 | Ded Moroz y el verano (animación)                    | Дед Мороз и лето                             |                           | Guionista                       |
| 1970 | Waterloo                                             | Ватерлоо                                     | Oficial                   |                                 |
| 1970 | Carlson ha vuelto                                    | Карлсон вернулся                             | Karlsson del tejado (voz) |                                 |
| 1970 | El pájaro azul (animación)                           | Синяя птица                                  | Perro, minero (voces)     | Director y guionista            |
| 1971 | Cheburashka (animación)                              | Чебурашка                                    | Gena el cocodrillo (voz)  |                                 |
| 1973 | Tras la pista de los músicos de Bremen (animación)   | По следам бременских музыкантов              |                           | Director y guionista            |
| 1974 | Shapoklyak (animación)                               | Шапокляк                                     | Gena el cocodrillo (voz)  |                                 |
| 1975 | La estrella de la felicidad cautivadora              | Звезда пленительного счастья                 | Nicholas I de Rusia       |                                 |
| 1976 | 38 loros (animación)                                 | 38 попугаев                                  | Boa (voz)                 |                                 |
| 1977 | La estepa                                            | Степь                                        | Kazimir                   |                                 |
| 1979 | Sherlock Holmes y el doctor Watson                   | Шерлок Холмс и доктор Ватсон                 | Sherlock Holmes           |                                 |
| 1980 | Las aventuras de Sherlock Holmes y del Doctor Watson | Приключения Шерлока Холмса и доктора Ватсона | Sherlock Holmes           |                                 |
| 1981 | El sabueso de los Baskerville                        | Собака Баскервилей                           | Sherlock Holmes           |                                 |
| 1981 | El misterio del tercer planeta (animación)           | Тайна третьей планеты                        | Gromozeka (voz)           |                                 |
| 1981 | Perro con botas (animación)                          | Пёс в сапогах                                | Detective británico (voz) |                                 |
| 1983 | Los tesoros de Agra                                  | Сокровища Агры                               | Sherlock Holmes           |                                 |
| 1983 | Arcoíris lunar                                       | Лунная радуга                                | Galbraith                 |                                 |
| 1983 | Cheburashka va a la escuela (animación)              | Чебурашка идёт в школу                       | Gena el cocodrillo (voz)  |                                 |
| 1985 | Contrato (animación)                                 | Контракт                                     | Alarma de seguridad (voz) |                                 |
| 1986 | El siglo veinte comienza                             | Двадцатый век начинается                     | Sherlock Holmes           |                                 |
| 1987 | Amigo                                                | Друг                                         | Drug (voz)                |                                 |
| 1988 | Pereval (animación)                                  | Перевал                                      | Boris (voz)               |                                 |
| 1997 | Don Quijote regresa                                  | Дон Кихот возвращается                       | Don Quijote               | Director, guionista y productor |
| 2000 | Los nuevos músicos de Bremen                         | Новые бременские                             |                           | Guionista                       |
| 2005 | El Maestro y Margarita                               | Мастер и Маргарита                           | Alexandr Stravinsky       | Miniserie                       |